# Pietro Barozzi
Pietro Barozzi (Venezia, 1441 – Padova, 10 gennaio 1507) è stato un vescovo cattolico e umanista italiano.

## Biografia

### Origini e formazione
Figlio del senatore Ludovico e di Polissena Moro, studiò presso la scuola di Pietro Perleoni da Rimini assieme a Leonardo Loredan (futuro doge) e Pietro Dolfin. Passò poi all'università di Padova dove si cimentò con la giurisprudenza, probabilmente sostenuto dallo zio Giovanni Barozzi, allora vescovo di Bergamo e poco dopo patriarca di Venezia. L'aiuto venne tuttavia a mancare con la morte di quest'ultimo, nel 1466.
Risalgono all'epoca giovanile alcune orazioni in latino e quattro libri di poesie che, in seguito alla nomina a vescovo, rifiutò in parte, forse perché non si confacevano alla sua nuova carica (spicca in effetti una satira contro la Curia romana).
Dedicò particolare attenzione agli studi per l'architettura, che metterà in pratica nel risistemare e decorare strutture pubbliche ed ecclesiastiche, influenzato dallo stile di Alberti.

### Vescovo di Belluno
Nel 1471, mentre era diretto a Roma, dove anche soggiornò per un breve periodo, venne eletto vescovo di Belluno da papa Paolo II. Gli era evidentemente giovata la parentela del pontefice con un altro suo zio, Francesco Barozzi, vescovo di Treviso e datario.
Amministrò la diocesi bellunese non senza difficoltà, viste le gravose cure pastorali e le scorrerie dei Turchi che avevano invaso il vicino Friuli. In seguito, tuttavia, ricordò questo come un periodo felice, almeno in confronto ai turbolenti anni passati nella sede di Padova.
Frattanto proseguiva l'attività letteraria: produsse tre libri di Consolatorie e organizzò alcune delle precedenti composizioni, integrandole con altre inedite, in tre libri di 'Inni; redasse inoltre un repertorio del Decretum Gratiani.

### Vescovo di Padova

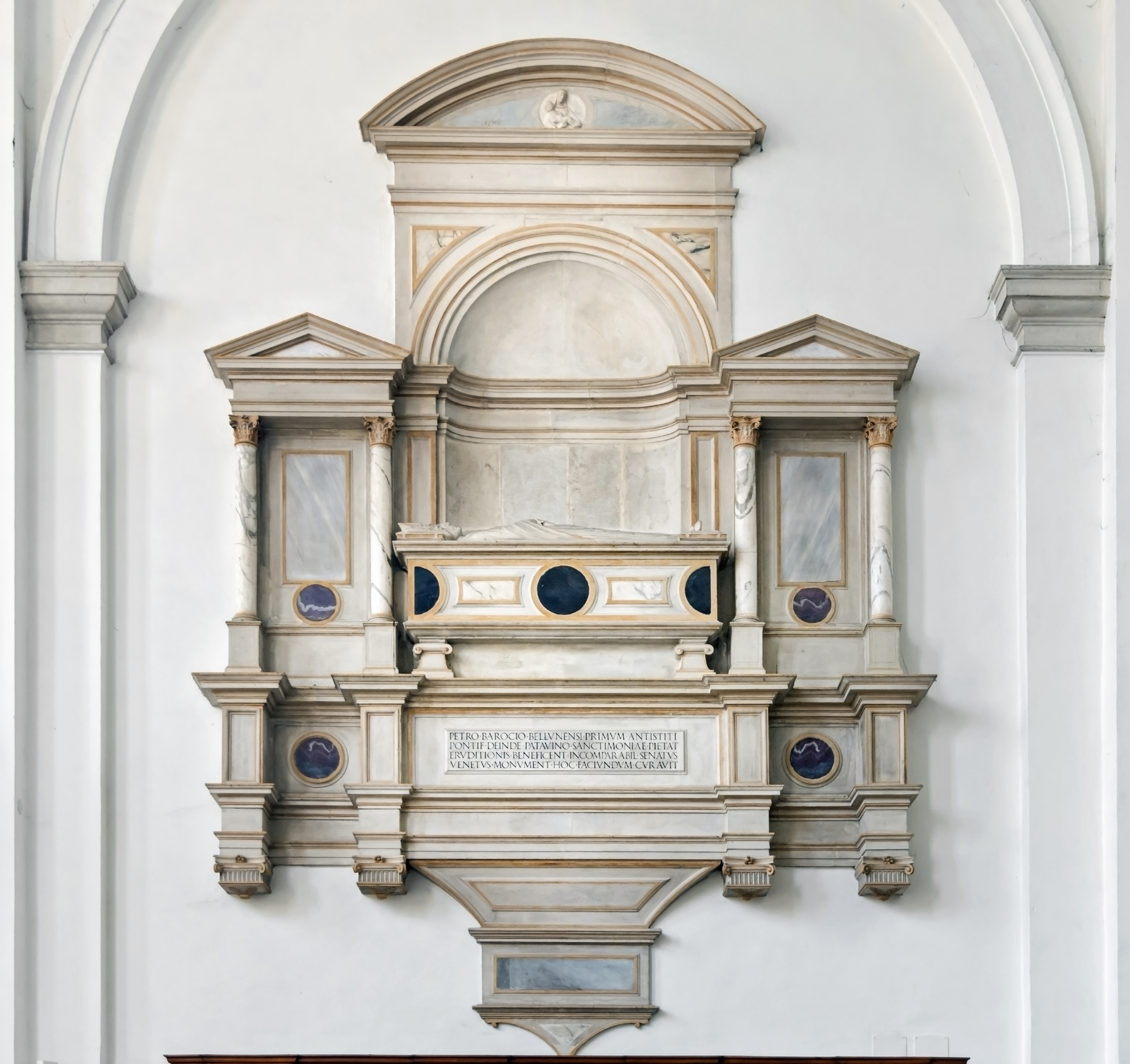
Duomo di Padova, tomba del vescovo Barozzi

Nel 1487 viene nominato vescovo di Padova, dopo essere stato vescovo della piccola diocesi di Belluno (1471-1487), e subito si dimostra instancabile pastore ed illuminato mecenate.
I primi anni del suo episcopato lo vedono impegnato in una lunga serie di visite pastorali che lo portano agli estremi confini della sua diocesi e a visitare paesi come Megliadino San Fidenzio, Codevigo, Correzzola, Sambruson, Ponso, Granze, Sant'Angelo di Piove o Fara Vicentino e ad ogni sosta è provvido di consigli per le anime e per i corpi.
Nel 1489 in considerazione dei tumulti di Brescia, Bernardo Bembo commissiona al Barozzi un trattato, scrive il De factionibus extinguendis.
Per sua iniziativa e nella speranza di frenare l'usura dilagante viene istituito il 31 luglio 1491, in città, il Monte di Pietà.
Nel 1495 comincia la ristrutturazione del palazzo vescovile di Padova e nell'ambito di questi lavori commissiona a Lorenzo da Bologna, architetto molto attivo in città in quegli anni, la costruzione della cappella di Santa Maria degli Angeli. La decorazione ad affresco, eseguita secondo precisi dettami vescovili, viene affidata a Prospero da Piazzola e a Jacopo Parisati da Montagnana, quest'ultimo autore anche del trittico dell'Annunciazione che ornava l'altare. Tra le altre nel 1501 avviò l'ampliamento dell'architettura della villa dei vescovi a Luvigliano.
Tra il 1500 e il 1506 è il cancelliere dell'Università di Padova.
Muore a Padova nel 1507 ed è sepolto nel Duomo di Padova in un maestoso monumento funebre, attribuito ad Alessandro Vittoria, mentre la statua funebre è attribuita a Tullio Lombardo. Lasciò una biblioteca di trecentocinquantacinque volumi di opere giuridiche e teologiche, di classici greci, latini e volgari e di autori umanisti. La raccolta andò in seguito dispersa e forse in gran parte emigrò in Inghilterra.
«Nel legame tra sacra scrittura e liturgia nella prima metà del Cinquecento, in alcuni tentativi di riforma liturgica già attuati da alcuni vescovi non sempre coronati dal successo, lui ne ha individuato il criterio informativo, che era l'uso primario della scrittura insieme con lo sfoltimento degli elementi devozionali considerati superflui, la tensione verso un maggiore unità e semplicità» (Hubert Jedin).

## Genealogia episcopale
La genealogia episcopale è:
- Cardinale Marco Barbo
- Vescovo Pietro Barozzi

## Opere
- De modo bene moriendi. Eiusdem Consolatorij lib. 3. Officium ad deprecandam pestilentiam. Officium ad impetrandam pluuiam. Officium ad aëris serenitatem poscendam, Venetiis, in aedibus Io. Antonii & fratrum de Sabio, 1531.
- De cautione adhibenda in edendis libris, Patauii, excudebat Iosephus Cominus, 1719.
- Il vescovo Pietro Barozzi e il trattato De factionibus extinguendis, a cura di Franco Gaeta, Venezia-Roma, Istituto per la collaborazione culturale, 1958.